# Ptiolina zonata
Ptiolina zonata är en tvåvingeart som beskrevs av Hardy och Mcguire 1947. Ptiolina zonata ingår i släktet Ptiolina och familjen snäppflugor.
Artens utbredningsområde är Washington. Inga underarter finns listade i Catalogue of Life.